# 宋九齡
宋九齡，山西猗氏縣人，明朝政治人物。
正德九年（1514年）甲戌科進士。嘉靖五年（1526年）任湖廣鄖陽府知府。官至雲南按察司副使。